# George Paul Meiu
George Paul Meiu (* 1984 in Vladeni, Bezirk Brasov, Rumänien) ist ein rumänischer Anthropologe. Seine Forschungsschwerpunkte konzentrieren sich auf Sexualität, Geschlecht und Verwandtschaft, Zugehörigkeit sowie die politische Ökonomie des postkolonialen Afrikas. Sein regionaler Schwerpunkt ist Kenia.

## Leben
In seiner Kindheit wurde in seinem Heimatdorf in Rumänien ein anthropologisches Forschungsprojekt durchgeführt, das sein Interesse an dem Berufsfeld weckte. Die Ethnologen nahmen viele Artefakte aus der Gemeinde mit, was ihn dazu brachte, mit 12 Jahren verbleibende traditionelle Artefakte in einer selbst organisierten Ausstellung zu präsentieren. Dadurch wollte er die Traditionen seines Dorfes erhalten und weckte nach seinen eigenen Angaben Erinnerungen der Dorfbewohner an die eigene Vergangenheit.
Er machte einen Bachelor-Abschluss in Anthropologie an der Concordia University im kanadischen Montreal und seinen Master und einen Doktortitel an der University of Chicago, wo er den Daniel F. Nugent-Preis für die beste Dissertation in historischer Anthropologie erhielt.
Bis 2022 lehrte Meiu an der Harvard University. Zum 1. Juli 2022 übernahm er die Professur für Ethnologie/Anthropology an der Philosophisch-Historischen Fakultät der Universität Basel.

## Forschung
In seiner Forschung ab 2005, deren Ergebnisse in sein Buch Ethno-erotic Economies von 2017 einflossen, untersucht er eine Art von Tourismus, der sich auf Sex und Kultur an der kenianischen Küste konzentriert. Dort stereotypisierten sich junge Männer nach euroamerikanischen Vorstellungen, um sexuelle Beziehungen mit europäischen Frauen zu knüpfen. In Bars und an Stränden bauen junge Männer absichtlich ihr Image als sexuell potente afrikanische Männer auf, um Frauen anzulocken, manchmal für eine Nacht, in anderen Fällen für langfristige Beziehungen. Dies betrachtete er auch in Hinsicht auf die wirtschaftlichen Auswirkungen auf die Region. Hierfür erhielt er 2018 den Ruth-Benedict-Preis.
Seit 2017 forscht er zum Umgang mit Homosexualität und Homophobie in Kenia, wobei er einen historisch-anthropologischen Ansatz verfolgt. 2019 begann er den ähnlichen Umgang vom Plastikverbot in Kenia mit dem Verbot von Homosexualität zu betrachten. Hier stellte er fest, dass beides als importiert gesehen wird und dass es genutzt wird als Methode der Nicht-Zugehörigkeiten-Schaffung.

## Veröffentlichungen
- ‘Beach-Boy Elders’ and ‘Young Big-Men’: Subverting the Temporalities of Ageing in Kenya's Ethno-Erotic Economies. Ethnos 2014
- How to be a real gay: gay identities in small-town South Africa. Anthropology Southern Africa 2015
- Belonging in ethno-erotic economies: Adultery, alterity, and ritual in postcolonial Kenya: Belonging in ethno-erotic economies. American Anthropologist 2016
- Ethno-erotic Economies : Sexuality, Money, and Belonging in Kenya. University of Chicago, Chicago 2017